# JSDelivr
JSDelivr是一款开源的免费公共CDN。它是目前第二受欢迎的公共CDN。2020年10月14日，JSDelivr成为Bootstrap的官方CDN。

## 概述
jsDelivr还为开发人员提供了一个 API，並且没有流量限制。JSDelivr受到Cloudflare、Fastly、StackPath、appfleet、NS1和DigitalOcean等多家公司的赞助。

## 中国大陆的封锁
2021年12月20日，jsDelivr的ICP许可证被吊销，官方人员证实了这一情况。
2022年5月份左右，jsDelivr遭到了DNS污染，被中国大陆完全封锁，期间无法正常访问。
2022年6月份，jsDelivr已经恢复正常访问。